# 볼라데 아피티
볼라데 아피티(프랑스어: Boladé Apithy, 1985년 8월 21일~)는 프랑스의 펜싱 선수로 주 종목은 사브르이다. 그는 2012년 하계 올림픽에서 남자 사브르 개인전에 출전하였으나, 32강전에서 벨라루스의 알략산드르 부이케비치에게 11-15로 패하며 탈락하였다.